# کورووهف (ناحیه سویتاوی)
کورووهف (به چکی: Korouhev) یک منطقهٔ مسکونی در جمهوری چک است که در ناحیه سویتاوی واقع شده‌است. کورووهف ۱۷٫۸۷ کیلومتر مربع مساحت و ۸۱۶ نفر جمعیت دارد و ۵۵۸ متر بالاتر از سطح دریا واقع شده‌است.